# Кароліна Гессен-Гомбурзька (1819—1872)
Кароліна Амалія Єлизавета Гессен-Гомбурзька (нім. Caroline von Hessen-Homburg); 19 березня 1819 — 18 січня 1872) — принцеса Гессен-Гомбурзька, донька ланграфа Гессен-Гомбургу Густава та принцеси Ангальт-Дессау Луїзи, дружина князя Ройсс-Грайца Генріха XX. Регентка Ройсс-Грайцького князівства у 1859—1867 роках при своєму синові Генріхові XXII.

## Біографія
Народилася 19 березня 1819 року у Гомбурзі. Стала первістком в родині принца Густава Гессен-Гомбурзького та його дружини Луїзи Ангальт-Дессау, з'явившись на світ за рік після їхнього весілля. Мала молодшу сестру Єлизавету та брата Фрідріха. Правителем Гессен-Гомбургу в цей час був її дід Фрідріх V. Матір доводилася батькові рідною племінницею і від народження була глухою.
Мешкало сімейство у Гомбурзькому замку. У січні 1839 принц Густав став кронпринцом Гессен-Гомбургу. Ландграфство очолив його старший брат Філіп, який не мав нащадків, і батько Кароліни мав в майбутньому успадкувати престол.
У віці 20 років Кароліна була видана заміж за 45-річного князя Ройсс-Грайца Генріха XX. Наречений був вдівцем, дітей від першого шлюбу не мав. Весілля відбулося 1 жовтня 1839 у Гомбурзі. У подружжя народилося п'ятеро дітей. Проживала родина у Нижньому палаці Грайцу. У 1859 році Генріх XX помер і Кароліна стала регенткою при їхньому старшому синові Генріхові XXI. Із початком Австро-прусської війни у 1866 році Кароліна підтримала Австрійську імперію. Князівство було окуповане прусськими військами і їй великими зусиллями вдалося зберегтти незалежність малої країни. Пруссія погодилася прийняти контрибуцію у 100 000 талерів, половина з яких була виплачена з особистих коштів регентки. За князівство вступився також великий герцог Саксен-Веймар-Айзенаський Карл Александр.
Княгиня пішла з життя 18 січня 1872 у Грайці, за рік після проголошення Німецької імперії. Похована у князівській крипті в міській церкві Святої Марії у Грайці.

## Родина

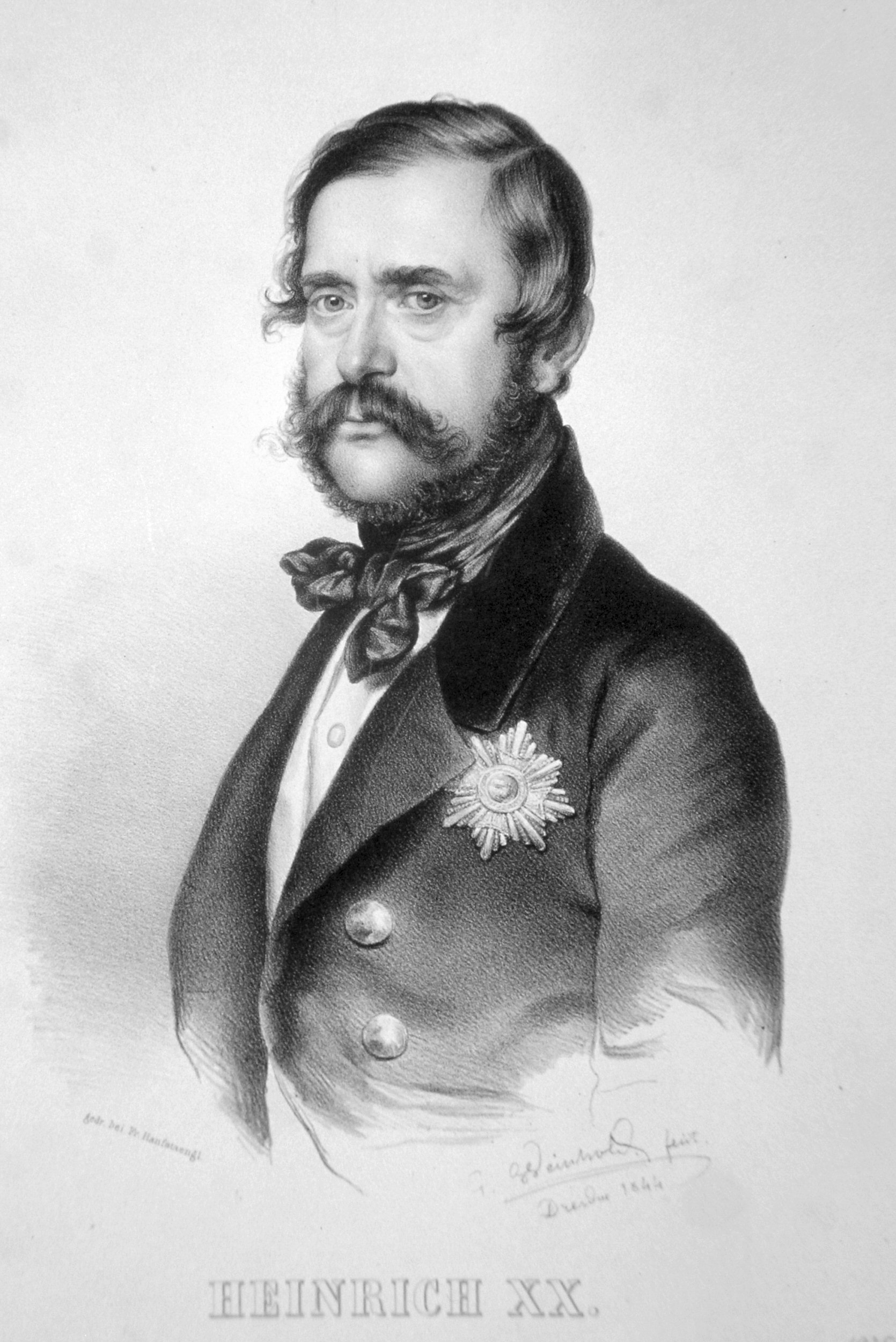
Генріх XX на літографії 1841 року

Чоловік — Генріха XX, князь Ройсс-Грайцький
Діти:
- Ерміна (1840—1890) — дружина принца Гуго фон Шонбург-Вальденбург, мала четверо дітей;
- Генріх XXI (1844) — прожив 4 місяці;
- Генріх XXII (1846—1902) — наступний князь Ройсс-Грайца у 1859—1902 роках, був одружений із принцесою Ідою  Шаумбург-Ліппською, мав сина та п'ятьох доньок;
- Генріх XXIII (1848—1861) — прожив 13 років;
- Марія (1855—1909) — дружина графа Фрідріха цу Ізенбург ін Меєрхольц, дітей не мала.